# Eristalis dimidiata
Eristalis dimidiata is een vliegensoort uit de familie van de zweefvliegen (Syrphidae). De wetenschappelijke naam van de soort werd in 1830 gepubliceerd door Christian Rudolph Wilhelm Wiedemann.